# Charles Pacôme
Charles Bénoni Louis Pacôme (ur. 5 listopada 1903 w Bergues, zm. 30 września 1978 w Wasquehal) – francuski zapaśnik, dwukrotny medalista olimpijski.
Walczył w stylu wolnym, najczęściej w wadze lekkiej (do 66 kg). Brał udział w dwóch igrzyskach (IO 28, IO 32), na obu zdobywał medale. Triumfował w 1932, cztery lata wcześniej był drugi. W 1931 był trzeci na mistrzostwach Europy.